# Тисачеге
Тисачеге (мађ. Tiszacsege) град је у Мађарској. Тисачеге је један од градова у оквиру жупаније Хајду-Бихар.

## Географија
Тисачеге покрива површину од 136,4 km2 (53 sq mi) и има популацију од 4.713 људи (2015).
Налази се 30 километара југо-југозападно од Полгара, 30 km североисточно од Тисафиреда, на северозападној капији Националног парка Хортобађ. Нађмајор, посебан део града, налази се 7 километара јужно од центра ваздушном линијом и скоро 10 километара јужно од центра.

## Историја
Име насеља потиче из доба Арпада настало је од личног имена Чеге, из времена досељавања Мађара у ове крајеве. Већ у повељи опатије Сазади из 1067. помиње се као село на садашњем месту. АРЦ. Према писму краља Беле о донацији из 1248. године, Чеге је била центар од националног значаја и они који су кроз њу пролазили морали су да плаћају царину. Село је у то време имало право на риболов у водама река и језера у областима Велђеш, Нађ-Моротва и Хортобађ. Године 1299. Чегеу је припојена граница опустошеног села Силешд. Године 1241. овде је прешао и део монголске војске пред битку код Мухија. У свом акту из 1248. године, шест година након татарског освајања, краљ Бела је поклонио село епископској цркви у Егеру у замену за војну службу. Године 1332. био је у власништву Роберта Кароља као црквено место које је плаћало порез. Од XIV века постаје власништво породице Бајон, а потом породице Хуњади. У првом документованом помињању насеља (1248) оно се наводи као вила Чеге, у анжујском периоду (1336) као посесио (possessió = насеље у нечијем власништву), а у доба Хуњадија звало се опидум ( oppidum = трговиште под јурисдикцијом приватног властелина). Ту је пролазио главни трговачки пут за стоку од Тисантула на запад.

## Становништво
Године 2001. 97% месног становништва се изјаснило као Мађари, 3% Роми.
Током пописа 2011. године, 74,7% становника се изјаснило као Мађари, 4,3% као Роми, а 0,2% као Немци (25,1% се није изјаснило, због двојног идентитета, укупан број може бити већи од 100%).
Верска дистрибуција је била следећа: римокатолици 12,8%, реформисани 25,6%, гркокатолици 0,6%, неденоминациони 18,8% (41,2% није одговорило).